# Lindsey Graham
Lindsey Olin Graham (* 9. července 1955, Central, Jižní Karolína) je americký politik za Republikánskou stranu. Od roku 2003 je senátorem Senátu Spojených států amerických za Jižní Karolínu. Předtím byl v letech 1995 až 2003 za Jižní Karolínu poslancem Sněmovny reprezentantů Spojených států amerických. Ještě předtím byl v letech 1993 až 1995 poslancem Sněmovny reprezentantů Jižní Karolíny.
Senátorem Senátu USA se stal v řádných volbách v roce 2002, ve kterých se dosavadní mnohaletý republikánský senátor Strom Thurmond rozhodl svoji funkci neobhajovat. Lindsey Graham porazil demokratického protikandidáta Alexe Sanderse ziskem 54 % hlasů proti 44 %. V roce 2008 obhájil proti Bobovi Conleymu se ziskem 57,53 % proti 42,25 % a v roce 2014 proti Bradu Huttovi se ziskem 54 % proti 39 %.
V letech 2019–2021 předsedal právnímu výboru Senátu.
V květnu 2023 hovořili na ruském Prvním kanálu diskutující v pořadu o možném provedení atentátu na Lindseyho Grahama poté, co navštívil Kyjev a setkal se s prezidentem Ukrajiny Volodymyrem Zelenským. Z rozhovoru přitom vznikl sestříhaný rozhovor, v němž měl Graham hovořit o zabíjení Rusů.